# Vault-de-Lugny
Vault-de-Lugny é uma comuna francesa na região administrativa de Borgonha-Franco-Condado, no departamento de Yonne. Estende-se por uma área de 15,24 km². Em 2010 a comuna tinha 285 habitantes (densidade: 18,7 hab./km²).